# Zorzines schintlmeisteri
Zorzines schintlmeisteri är en fjärilsart som beskrevs av Sato 1992. Zorzines schintlmeisteri ingår i släktet Zorzines och familjen nattflyn. Inga underarter finns listade i Catalogue of Life.